# 闇金クイーン
『闇金クイーン』は、2019年製作の日本映画。監督は藤田真一。
2019年12月27日に東京・TOHOシネマズ 錦糸町で上映を含む公開記念イベントが行われた。
2020年2月1日に正式公開。

## キャスト
- 佐伯優奈：小倉優香
- 木戸アタル：中島健
- 佐野ケン：舘野将平
- 大森莉子：佐藤寛子
- 大森陽一：鶏冠井孝介
- 三枝雄太：堀丞
- 大森テンコ：井上風宇子
- 椎名アラキ：庄野崎謙
- 朝倉ジョウ：仁科克基
- U字：大浦龍宇一

## スタッフ
- 監督 - 藤田真一
- 脚本 - なかやまえりか
- 撮影 - 中澤正之
- オープニングテーマ（劇場公開時） - ORANGE RANGE 「靁 the Party」[3]
- エンディングテーマ - ストロボサイダー「星屑」
- 企画・製作総指揮 - 黑木公彦[4]
- プロデューサー - 松浦翔、丸山弘太郎[4]
- 制作協力 - 株式会社ARTHIT
- 配給 - 有限会社十影堂エンターテイメント